# Cordilleras Béticas

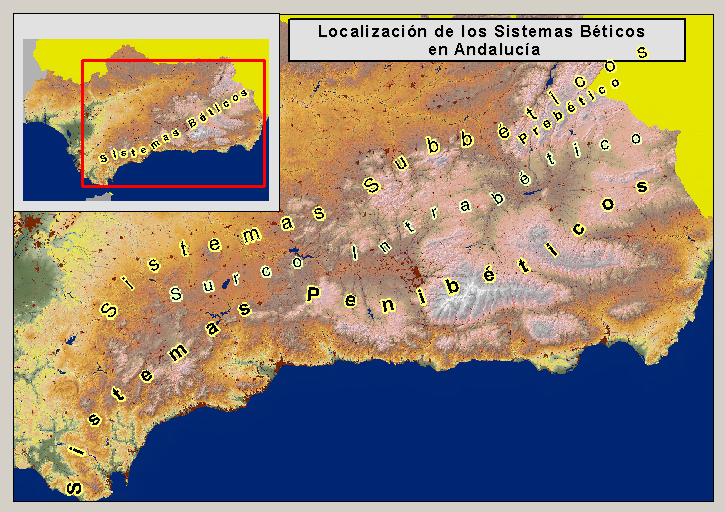
Localización del sistema Bético en Andalucía.

La Cordillera Bética, o sistema Bético, es un sistema montañoso que se extiende por el sursudeste de la península ibérica. Se extienden por más de 600 km, desde el estrecho de Gibraltar hasta el cabo de la Nao, incluso continuando por debajo del mar Mediterráneo hasta la sierra de Tramontana en Mallorca. Forman parte del Arco de Gibraltar y se subdividen en las cordilleras Prebética, Subbética y Penibética.
Se trata de uno de los principales conjuntos del relieve de España. Su extremo más estrecho se encuentra en la zona del estrecho de Gibraltar y se va ensanchando hacia la zona oriental, donde se pone en contacto con el zócalo herciniano de la Meseta Central.
El nombre del sistema montañoso deriva de la antigua provincia romana de la Baetica, una de las provincias de la Roma imperial en Hispania.

## Geografía

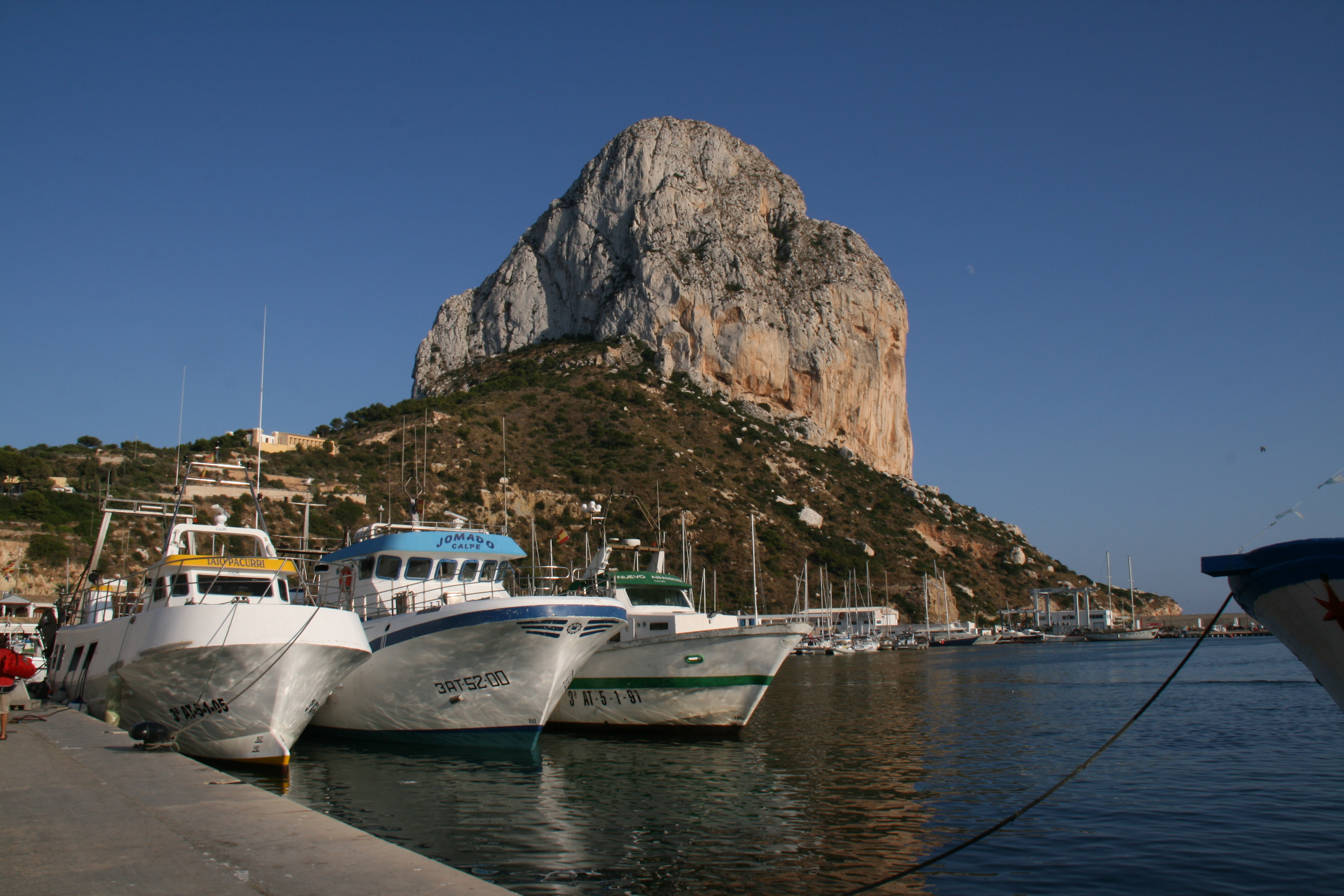
Peñón de Ifach.

Al norte está limitada por el valle del Guadalquivir y por el borde meridional del Sistema Ibérico, mientras que en el borde sur se localiza el mar de Alborán. Sin embargo, y al igual que ocurre con los Pirineos, en sentido geológico se extiende más allá de los límites geográficos, prolongándose hacia el sur por debajo del mar; hacia el noreste parte de sus estructuras continúan sin interrupción por el fondo del Mediterráneo y también conforman parte del promontorio balear hasta la isla de Mallorca.
La cordillera Bética y la cordillera del Rif (Norte de África) forman el segmento más occidental del orógeno alpino mediterráneo. Estas dos cordilleras se encuentran actualmente separadas por la cuenca neógena de Alborán y se localizan entre dos zócalos hercínicos, el Ibérico al norte y el africano al sur.
Tradicionalmente se han distinguido cuatro unidades dentro de las cordilleras Béticas, de norte a sur:

### La cordillera Prebética
Se extiende por el sur de España, al este de la Cordillera Subbética, desde las provincias de Jaén y Granada hasta la provincia de Alicante. Entre otras está formada por las sierras de Cazorla, Segura, Orihuela, Abanilla, Callosa de Segura, Alcaraz, Castril, la Sagra, Taibilla, Macizo de Revolcadores, sierra de María (a caballo entre sistemas Penibético y Prebético), sierra de Mariola, sierra de Aitana, hasta desaparecer en el Mediterráneo tras el Macizo de Montgó, la sierra de Segaria, la sierra de Bernia y el peñón de Ifach.

### La cordillera Subbética
Discurre desde Gibraltar hasta la provincia de Jaén. Algunas de las diversas sierras y serranías que la conforman son de oeste a este. Desde los Alcornocales, la sierra del Pinar de Grazalema, sierra de Gibalbín, las sierras subbéticas de Córdoba, sierra Elvira, sierra de Loja, Sierra Sur de Jaén, sierra Harana y sierra de Huétor, esta última en contacto con el sistema Penibético y por último sierra Mágina superpuesta sobre el sistema prebético.

### Surco Intrabético
Son una serie de depresiones, más o menos cerradas y separadas unas de otras, que se intercalan entre las sierras Béticas y la cordillera Penibética (Ronda, Antequera, Granada, Baza, Guadix, Huéscar, etc.). Se denominan surco intrabético o depresión Penibética. 

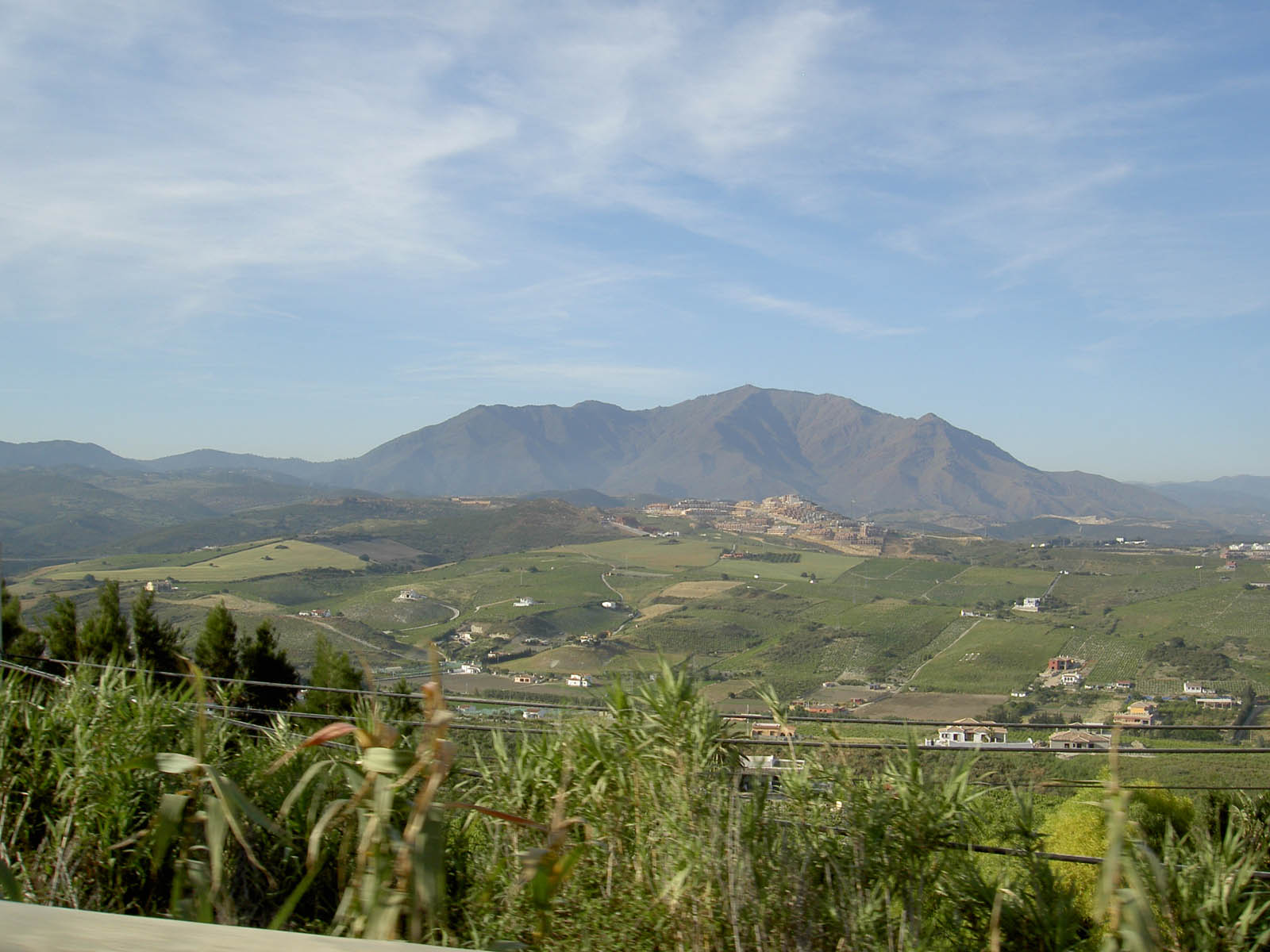
Sierra Bermeja.

### La Cordillera Penibética
La Cordillera Penibética es la más sureña de las Cordilleras Béticas, y discurre por la costa Sur de Andalucía, desde los acantilados de Roche (Conil de la Frontera), en la provincia de Cádiz, hasta Sierra Cabrera (Mojácar) en la provincia de Almería. Poco más al norte, tras depresiones más o menos definidas, se encuentran las Cordilleras Subbética y Prebética.
Las sierras principales que la conforman, de oeste a este, son, entre otras, la Serranía de Ronda, la cordillera Antequerana, montes de Málaga, sierra de Tejeda, sierra de Almijara, Sierra Nevada, sierra de Lújar, sierra de la Contraviesa, sierra de Gádor, sierra de Baza, sierra de los Filabres, sierra de Las Estancias y sierra Alhamilla entre otras.

## Geología

Ubicación de la Cordillera Bética en el contexto geológico de la península ibérica.

Al igual que el Pirineo, esta cadena se formó como consecuencia del régimen compresivo que comenzó a finales del Cretácico y que afectó principalmente a los bordes norte y sur de la placa Ibérica. Sin embargo, a diferencia del Pirineo, su estructura y evolución posterior es mucho más compleja, ya que esta cadena resulta de la interacción de dos grandes placas y de un bloque continental (microplaca de Alborán, actuales Zonas Internas) que se desplaza hacia el oeste y que finalmente colisiona contra los márgenes mesozoicos de Iberia y NO de África, formando la Cordillera Bético-Rifeña.
Las cordilleras se dividen atendiendo a razones genéticas, es decir, en función de donde se forman los materiales que dieron lugar a las distintas partes dentro del conjunto Bético. En el plegamiento alpino el zócalo también es levantado junto con los sedimentos y forma parte de las estructuras plegadas. No debe confundirse la nomenclatura ni extensión geológica de estas unidades con las divisiones geográficas, de nombres a veces similares.
- Zona interna bética: contiene materiales del zócalo, además de los sedimentos.
- Zona externa bética: solo contiene sedimentos.
- Unidades del Campo de Gibraltar: entre las zonas internas y externas se encuentran las unidades de los flysch del campo de Gibraltar

Entre estas zonas se presentan grandes diferencias de tipo estructural y de componentes litológicos:

### Zona interna
La extensión de la zona interna coincide, en líneas generales, con la cordillera Penibética.
La zona interna resulta muy compleja por su litología y estructura, ya que incluye materiales sedimentarios del fondo de la fosa y del propio zócalo prealpino levantado por el plegamiento alpino; además los materiales han sufrido procesos metamórficos y aparecen materiales de origen volcánico. Desde el punto de vista de la estructura es más complicada ya que el empuje de sur a norte producido por el plegamiento alpino ha hecho que no solo se plieguen sino que también se desplace en esta dirección en forma de mantos de corrimiento.

### La zona externa

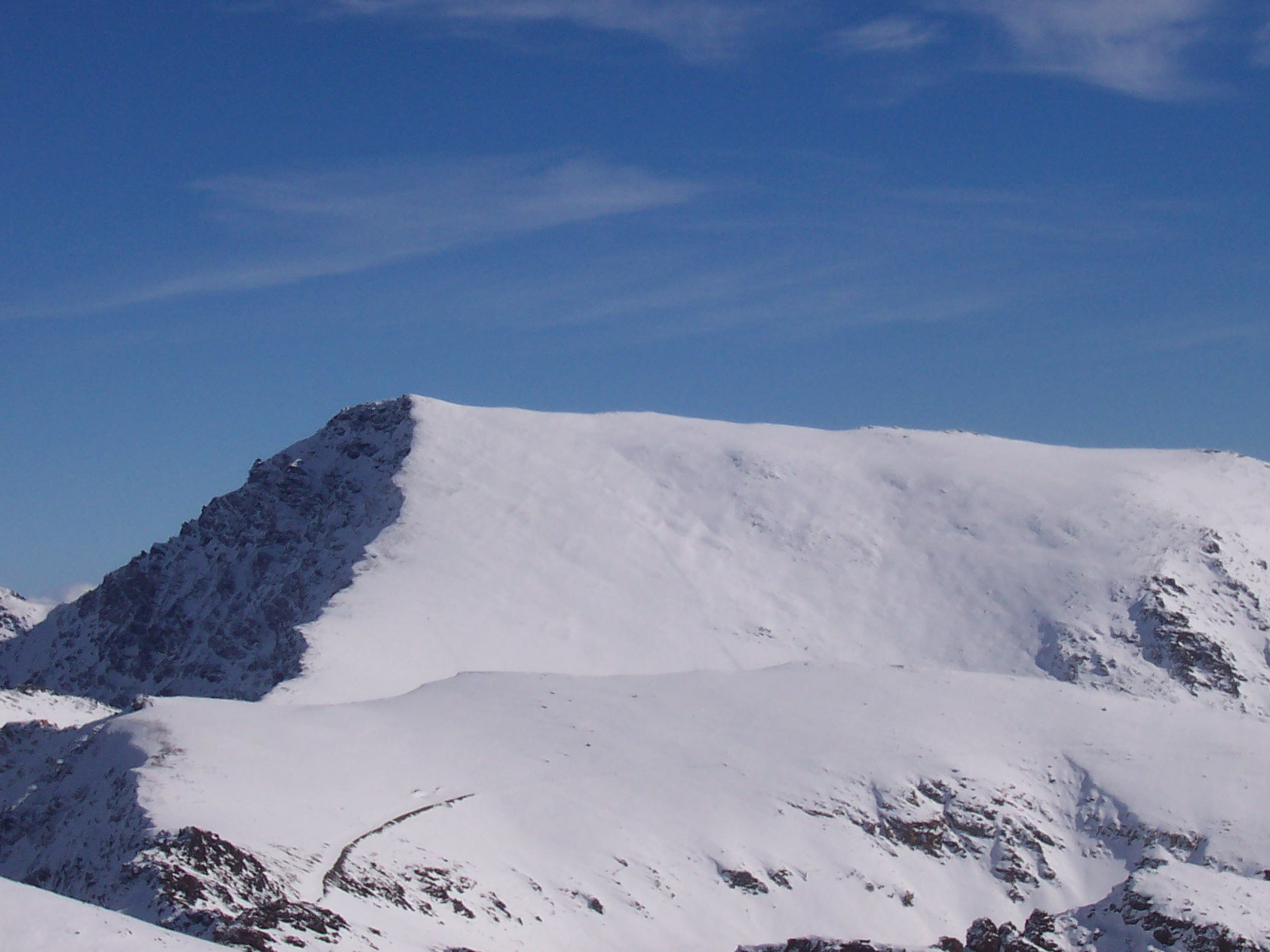
Pico Mulhacén.

Se divide en dos grandes unidades: Prebético y Subbético. En líneas generales se podría decir que coinciden con las Subbéticas, pero una de las partes de la zona externa toma el nombre de Subbético, con el que los geógrafos denominan a toda la zona incluido también el Prebético.
La zona externa se ha formado a partir de materiales sedimentarios levantados por el impulso alpino plegados y algunas veces ligeramente cabalgados. Esta zona no se ha visto afectada por fenómenos metamórficos ni por vulcanismo relacionado con el propio plegamiento alpino.
El surco intrabético puede formar parte de la zona interna o exterior y no tiene una gran importancia para los geólogos, ya que es morfología.
Las cordilleras Béticas forman el conjunto más importante de la Península. Tienen una longitud de unos 600 km, mayor que la del Pirineo. Además tienen una anchura en su parte central también mayor y su máxima altitud (Mulhacén) es también mayor que la del Pirineo (Aneto). En cambio, como típica montaña mediterránea, da menor sensación de montaña debido entre otras razones a su menor continuidad. Las cordilleras béticas tienen características morfológicas que las diferencian de una cordillera típicamente alpina y que las convierten en montaña mediterránea. Estas son:
1. Su compartimentación. No forman una barrera continua y están formadas por una serie de macizos montañosos separados por pasillos que les hacen perder esa sensación de continuidad. Estos pasillos son los que ha utilizado el hombre para penetrar desde el mar o establecer los principales sistemas de comunicación.	
  1. Pasillo Granada-Motril, entre la sierra de Almijara y Sierra Nevada.
  2. Pasillo Guadix-Almería, por el valle del Andarax entre la sierra de Baza y la sierra de los Filabres.
  3. Pasillo Baza-Huéscar-Almería, por el valle del Almanzora entre la sierra de las Estancias y la de los Filabres.
2. El carácter alomado de las partes más elevadas del conjunto montañoso. Su altura es similar a la de los Pirineos, pero, sin embargo, su sensación de altura es menor que la de la zona central del Pirineo. La carencia de formas agrestes (agujas, crestas, etc.) hace también que la sensación de altura sea menor. Esto se debe a la estructura en mantos de corrimiento de la cordillera, pero también a la blandura de los materiales que componen el núcleo central de Sierra Nevada. A esta circunstancia han podido contribuir los grandes periodos glaciares, que han dejado sus huellas en los amplios y suaves valles glaciares. Es en el borde del conjunto Penibético, de menor altitud, donde se da un paisaje con mayor sensación montañosa debido a la existencia de calizas y dolomías, que se disponen en forma de aureola alrededor de Sierra Nevada en la zona llamada el Calar.

### Estructura de los sistemas Béticos
La estructura es bastante compleja. Debido a ello su estudio ha sido bastante lento. A lo largo de la historia se han ido adoptando teorías distintas. En un primer momento se llegó a pensar que en realidad estábamos ante un gran pliegue desventrado por la erosión en su parte central, de manera que al norte se constituyó la sierra Subbética y en el sur se constituyó la cordillera Penibética.
Después se pensó que en realidad eran dos pliegues paralelos, uno más alto que otro, y que estaban separados por un valle.
En la mitad del siglo XX van a ir surgiendo las teorías modernas sobre la estructura de las cordilleras Béticas, que después se han ido modificando en puntos concretos. Se establece la idea de que las cordilleras Béticas son fruto de mantos de corrimiento. Los primeros estudios los llevan a cabo Blumenthal, que realiza una serie de estudios entre 1927 y 1950 sobre todo en la mitad occidental de las cordilleras Béticas. Por otra parte Fallot realiza también una serie de estudios en la mitad oriental entre 1918 y 1960. A partir de entonces podemos decir que las investigaciones no han cesado y que se han incrementado con el paso del tiempo. Existen varios equipos de investigación: danés, alemán y neerlandés, que van investigando y profundizando en los estudios de Blumenthal y Fallot. Hay que resaltar también el equipo español de la escuela geológica granadina, fundada por el catalán Fondbote. Esto significa que poco a poco se ha ido definiendo la estructura de la cordillera Penibética, que es la estructura más complicada.
- Zona externa: pliegues con ligeros cabalgamientos.
- Zona interna: donde se darían en toda su complejidad esos mantos de corrimiento, que le dan una mayor complejidad estructural y litológica.

Las cordilleras Béticas están afectadas por el acortamiento relacionado con la convergencia de 5 mm/año NNO-SSE de las placas de Nubia y Eurasia. En esta región, la Cordillera Bética Central muestra una extensión regional ENE-WSW. Los resultados derivados de un estudio geodésico publicado en 2023 indican que la tasa de extensión total a lo largo de la Cordillera Bética Central es de 2,0 ± 0,3 mm/año. La extensión se da en las partes oriental (0,8 ± 0,3 mm/año en la Cuenca de Guadix-Baza) y occidental (1,3 ± 0,3 mm/año en la Cuenca de Granada) de la Cordillera Bética Central.

## Espacios naturales protegidos

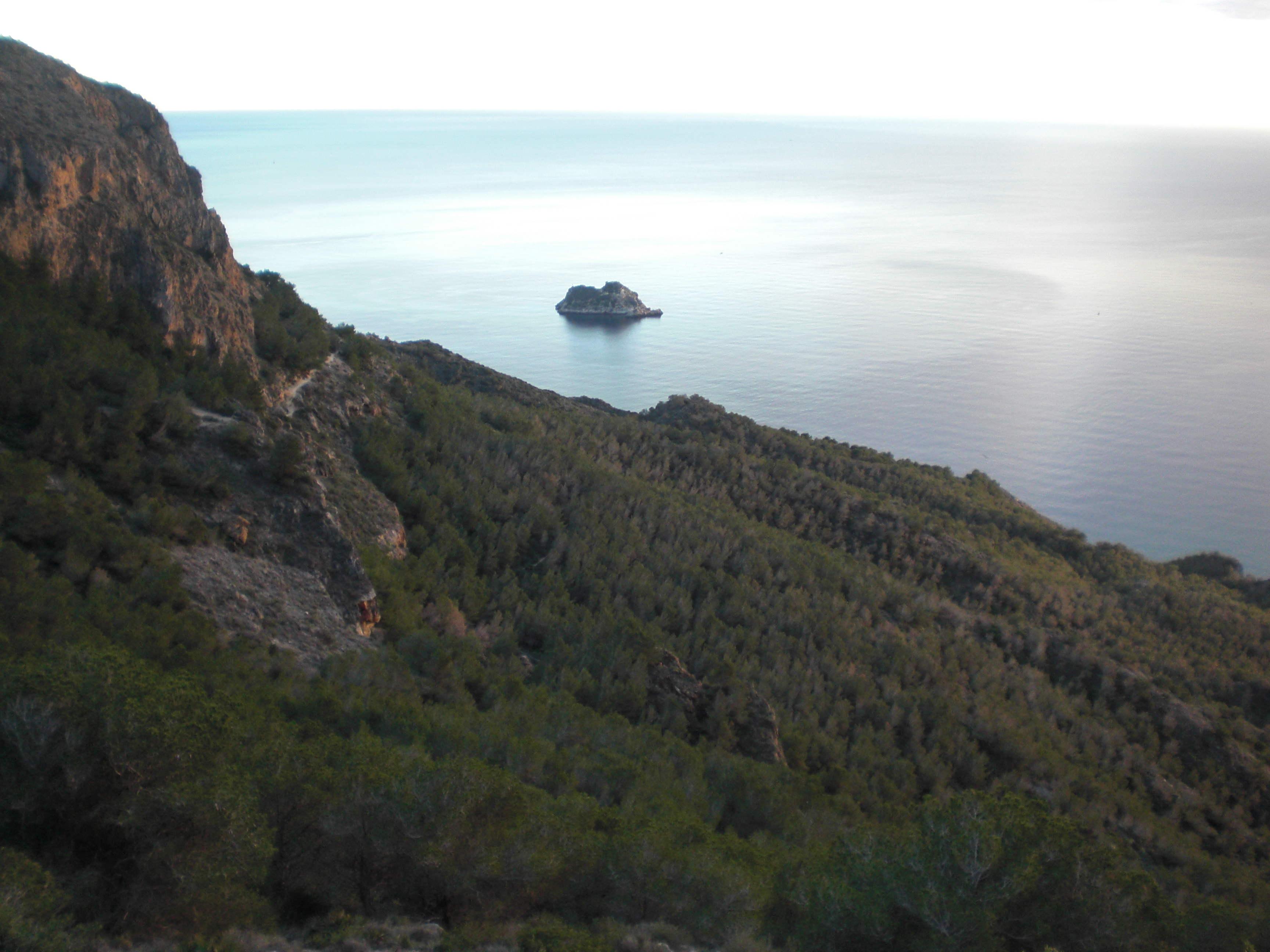
Parque natural de la Sierra de la Muela, Cabo Tiñoso y Roldán en Cartagena.

En el ámbito de la cordillera Bética han sido declarados los siguientes espacios naturales protegidos:
- Parque natural del Estrecho
- Parque natural de Los Alcornocales
- Parque natural de la Sierra de Grazalema
- Reserva natural del Peñón de Zaframagón
- Paraje natural de la Sierra Crestellina
- Paraje natural Los Reales de Sierra Bermeja
- Parque Nacional de la Sierra de las Nieves
- Paraje natural del desfiladero de los Gaitanes
- Paraje natural del Torcal de Antequera
- Parque natural de los Montes de Málaga
- Parque natural de las Sierras de Tejeda, Almijara y Alhama
- Paraje natural de los acantilados de Maro-Cerro Gordo
- Parque natural de las Sierras Subbéticas
- Parque natural de Sierra de Huétor
- Parque natural y parque nacional de Sierra Nevada
- Parque natural de la Sierra de Baza
- Paraje natural de Sierra Alhamilla
- Parque natural del Cabo de Gata-Níjar
- Parque natural de Sierra María-Los Vélez
- Parque natural de Sierra Mágina
- Parque natural de las Sierras de Cazorla, Segura y Las Villas
- Parque natural de la Sierra de Castril
- Parque natural de Sierra Espuña
- Parque natural de Calblanque, Monte de las Cenizas y Peña del Águila
- Parque natural de la Sierra de la Muela, Cabo Tiñoso y Roldán
- Parque natural de la Sierra de Mariola
- Parque natural del Carrascal de la Fuente Roja
- Parque natural del Macizo del Montgó
- Parque natural del Peñón de Ifach
- Parque natural de la Sierra Helada

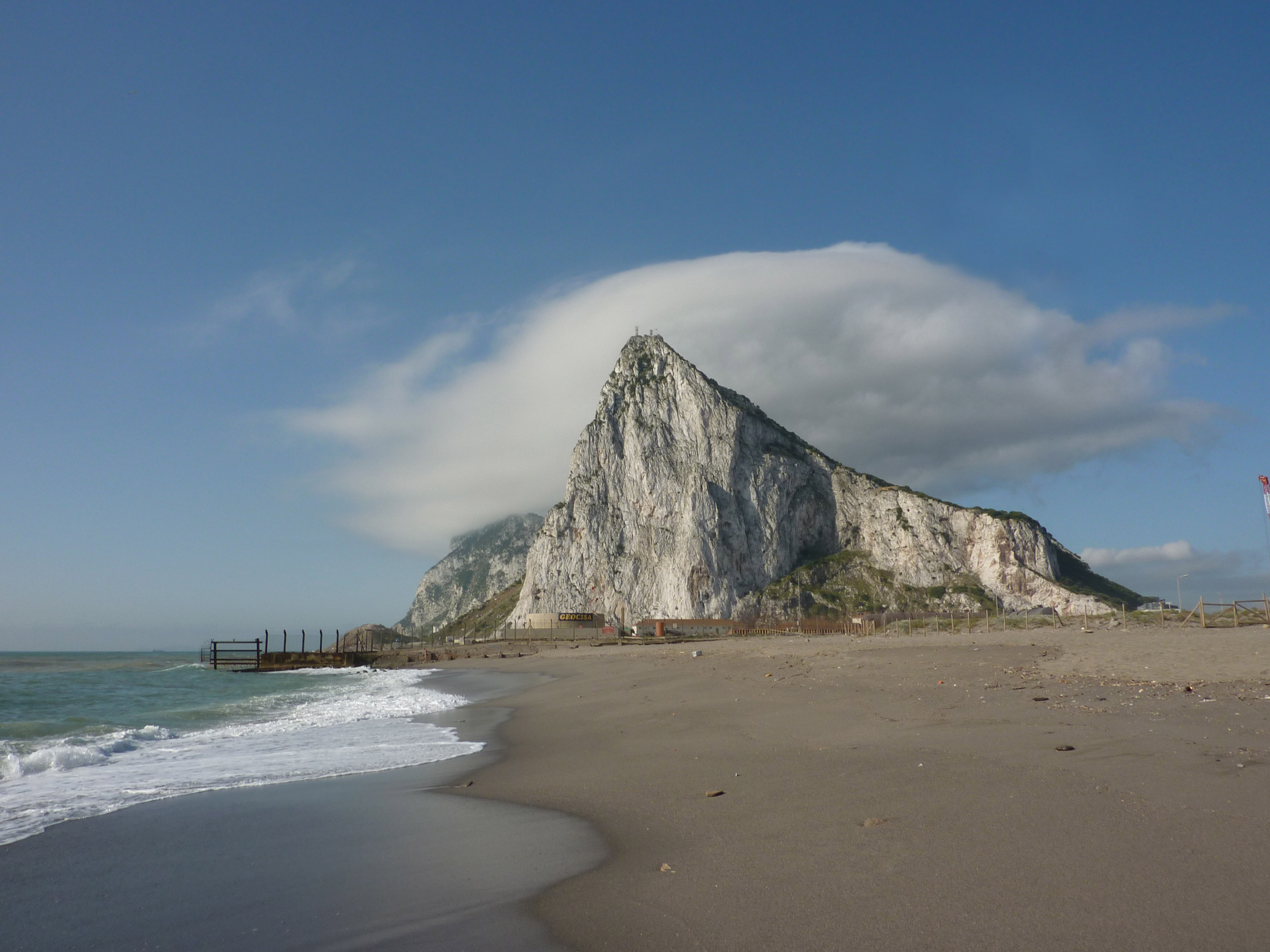
Peñón de Gibraltar.
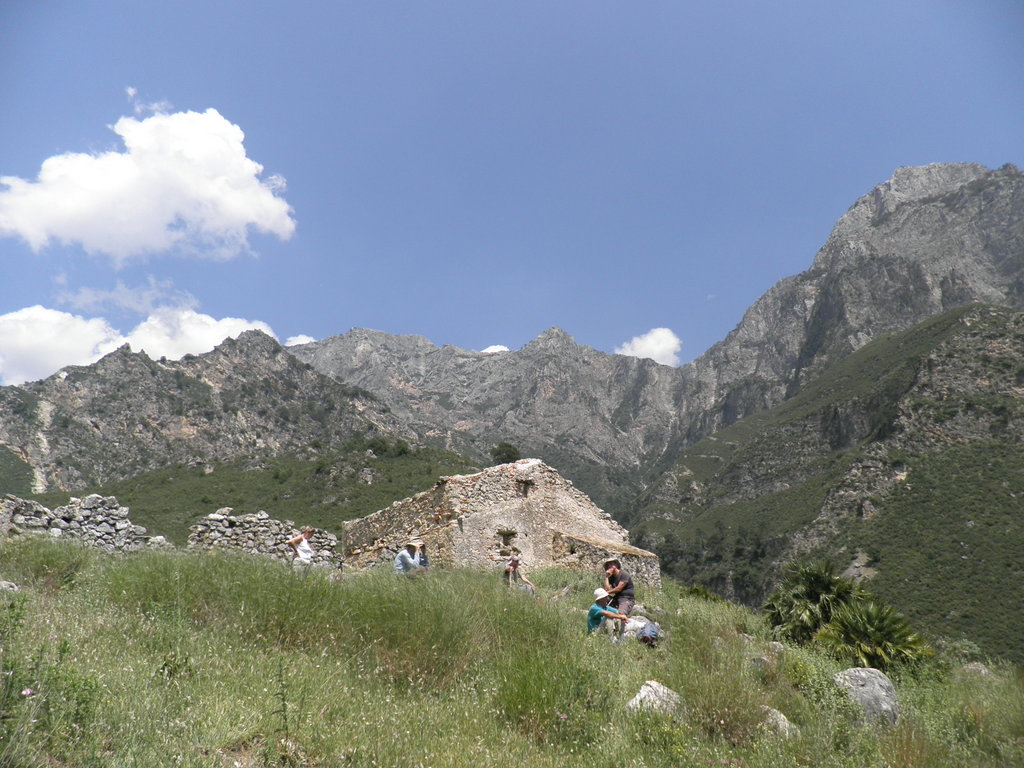
Sierra de Almijara.
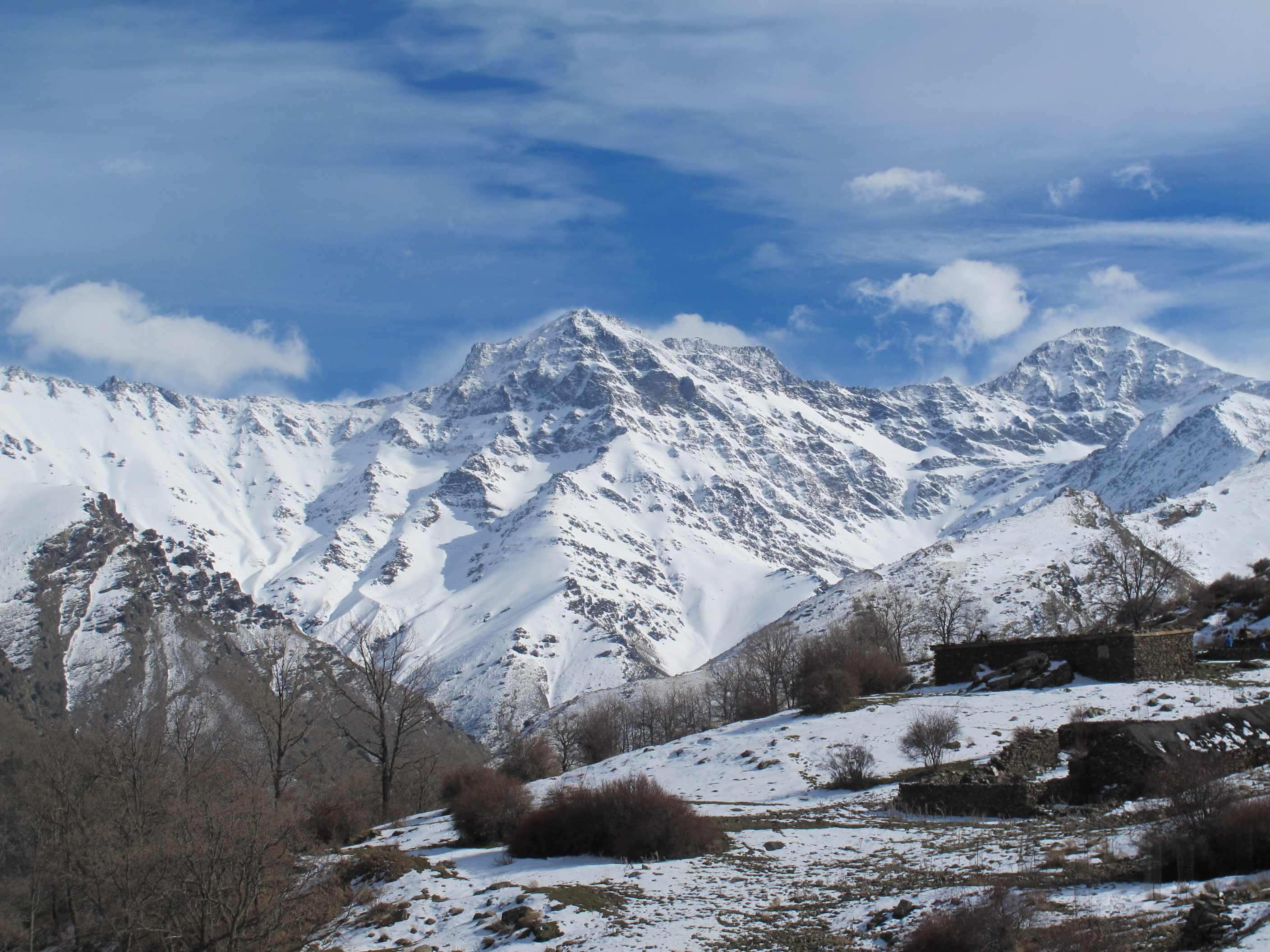
Sierra Nevada.
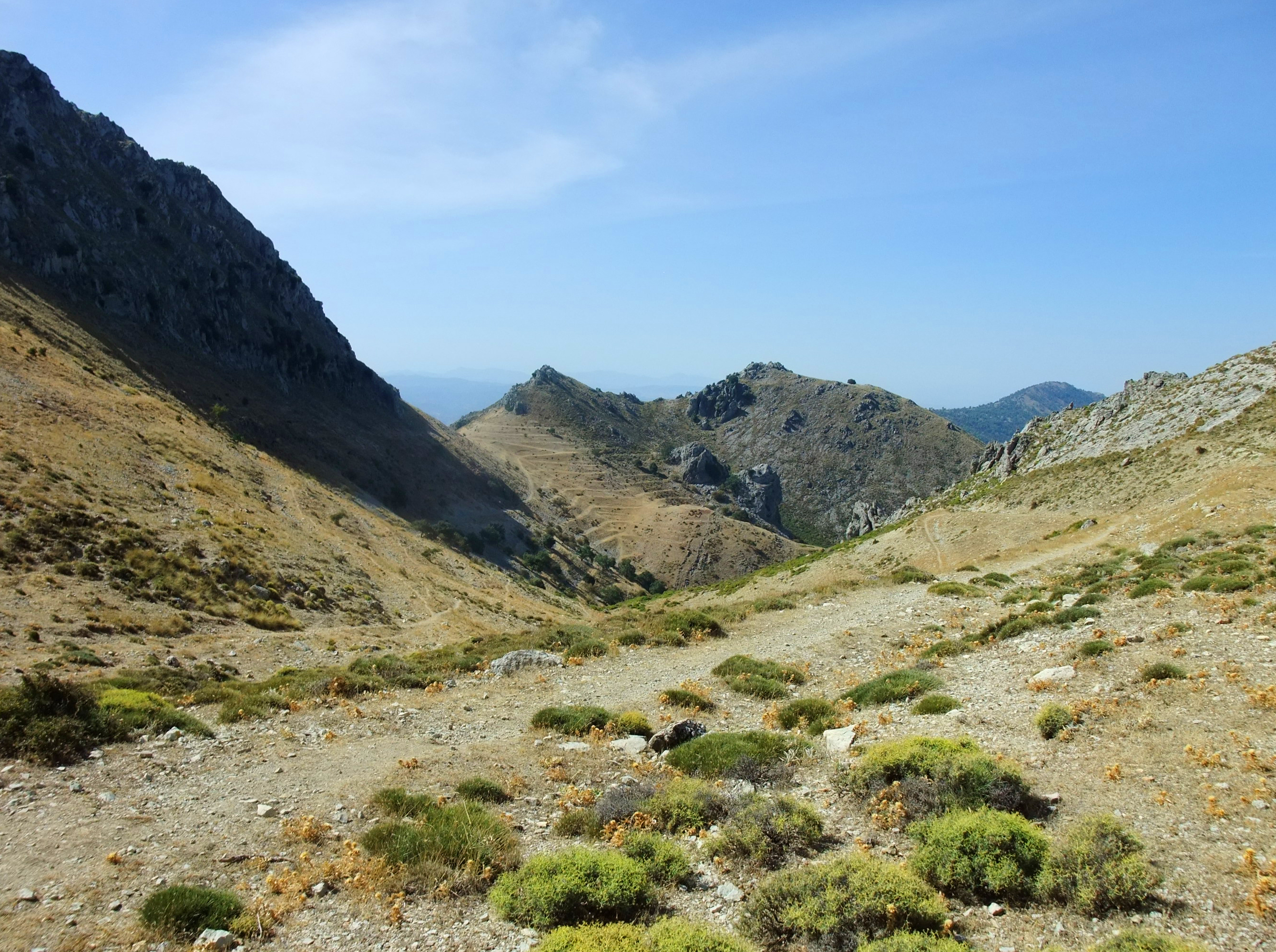
Sierra de la Horconera.
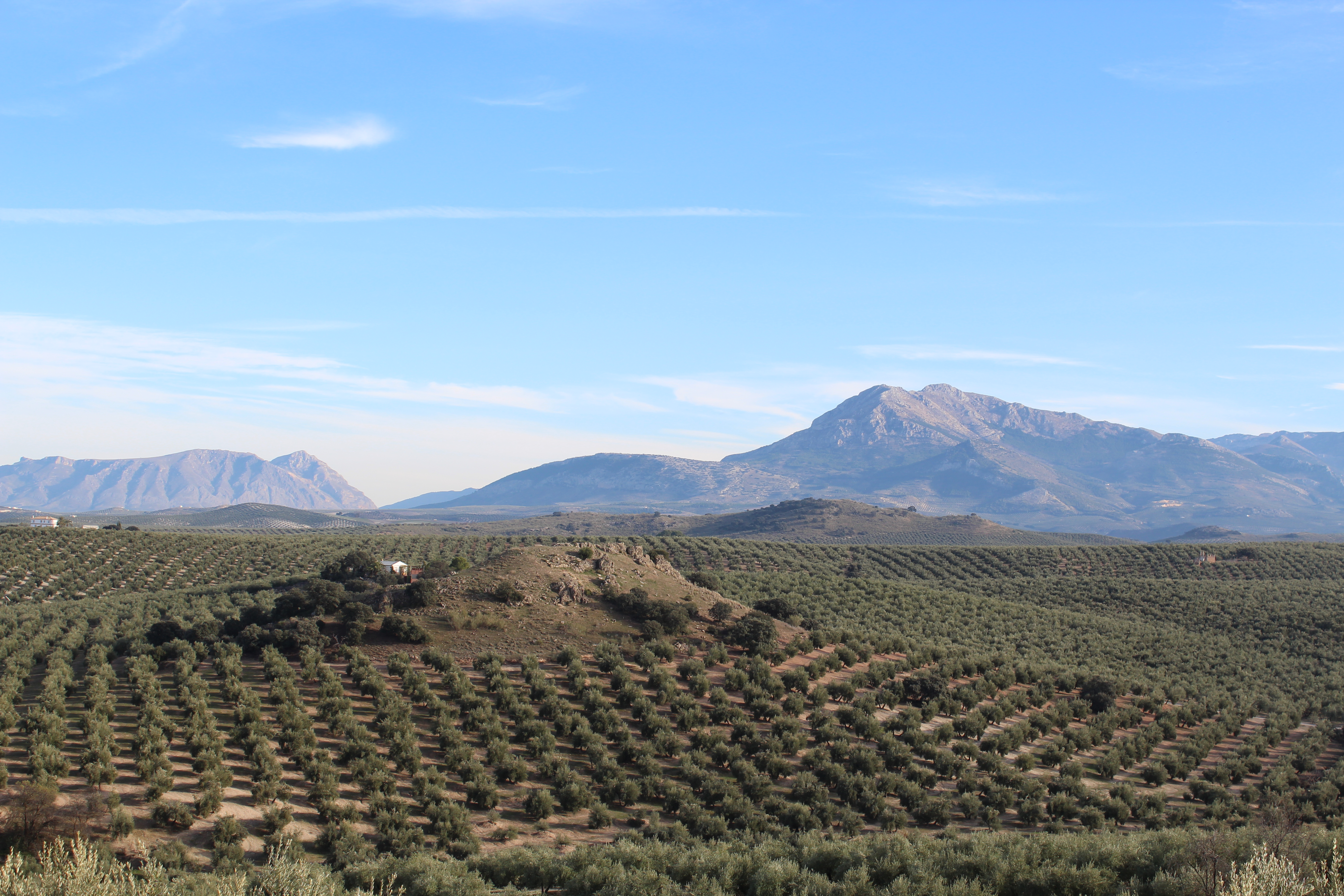
Sierra Mágina.
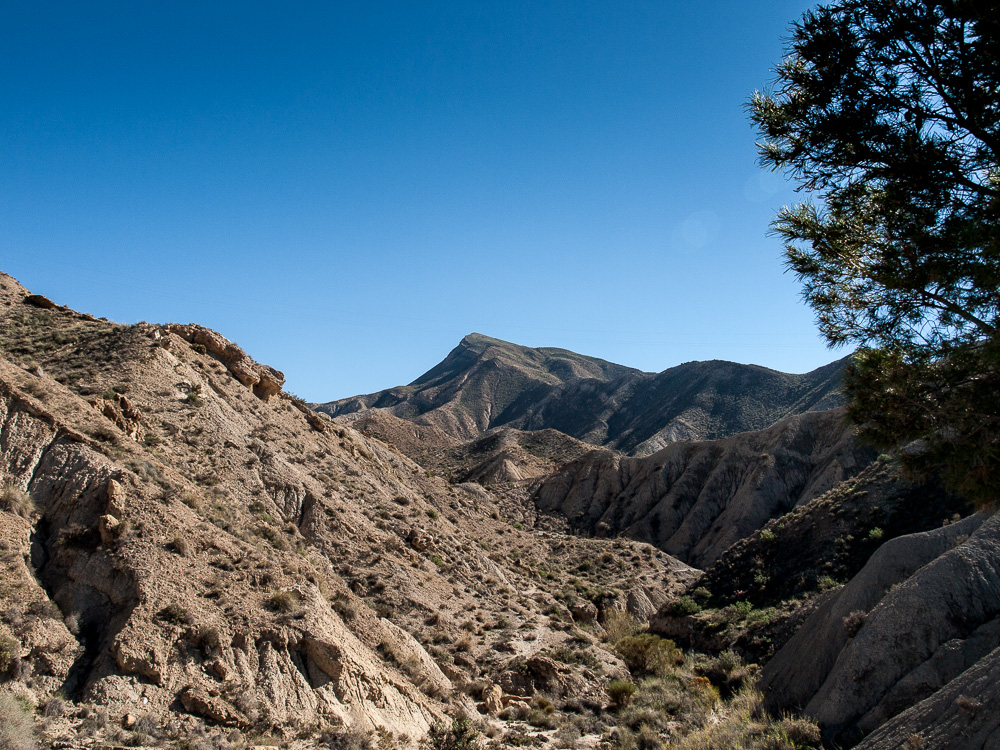
Sierra Alhamilla.
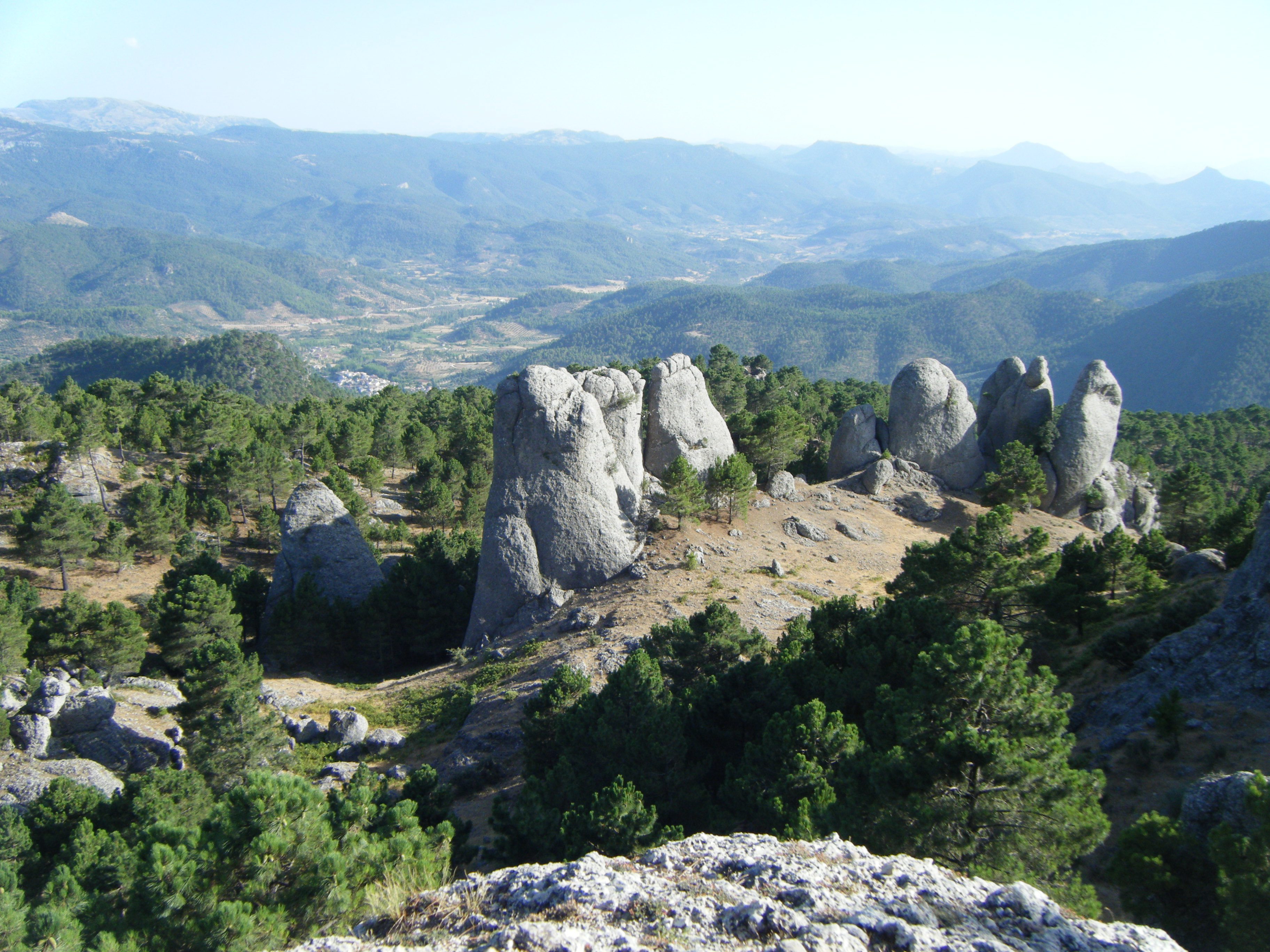
Sierra de Alcaraz.
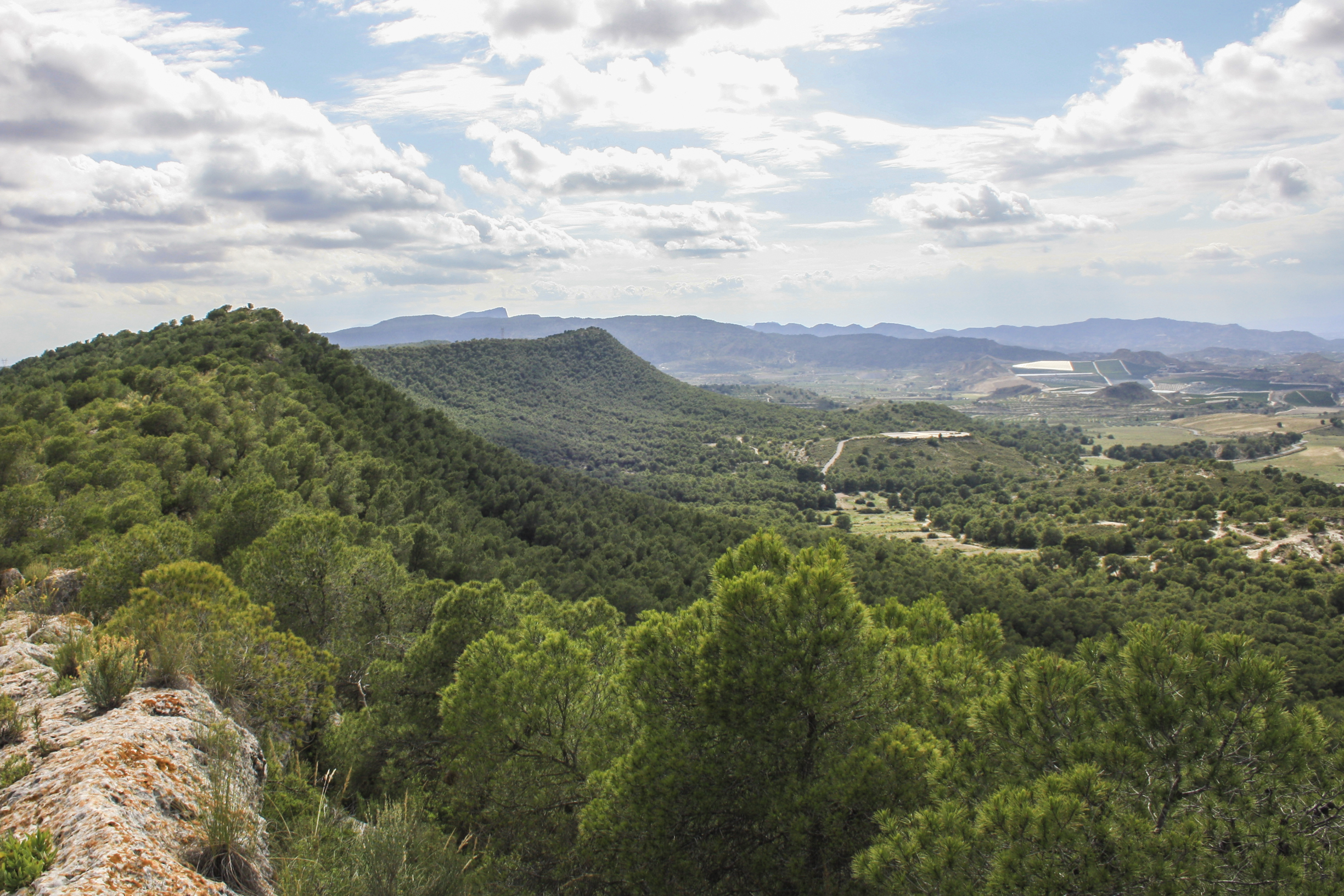
Sierra Escalona.
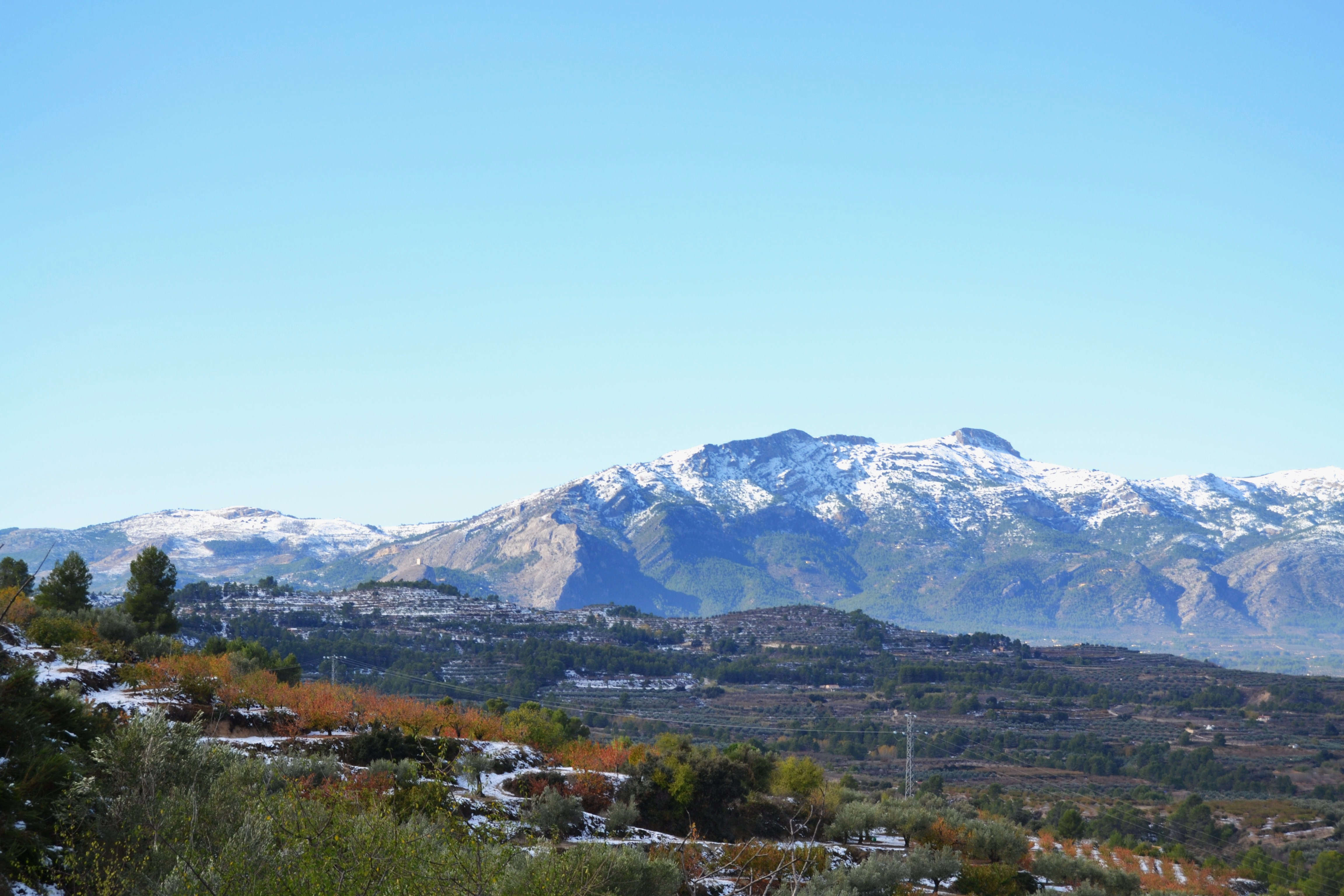
Sierra de Mariola.